# SQuirreL SQL Client
SQuirreL SQL Client ist ein grafisches Werkzeug zur (herstellerunabhängigen) Abfrage, Visualisierung und Bearbeitung von Datenbanken. Der Name ist abgeleitet aus dem englischen Wort „Squirrel“, im Deutschen „Eichhörnchen“, dabei werden die darin enthaltenen Buchstaben der Abkürzung „SQL“ groß geschrieben.

## Plattformen und Lizenz
Der Client läuft auf allen Plattformen, auf denen eine Java VM verfügbar ist. Der Quellcode ist in Java geschrieben und wird unter der Open-Source-Lizenz LGPL herausgegeben.

## Funktionalität
Neben den üblichen Funktionalitäten wie dem Absetzen von DML und DDL Anweisungen kann man die einzelnen Datensätze auch direkt über das Programm verändern, ohne dazu selbst SQL-Statements schreiben zu müssen. Weiterhin ermöglicht das Programm die graphische Darstellung von Tabellen und ihrer Beziehungen zueinander, sodass man sich auf diese Weise einen Überblick über die Datenbankstruktur verschaffen kann. Mit Hilfe produktspezifischer Plugins können spezielle, nicht standardisierte Funktionen des jeweiligen Datenbanksystems eingebunden werden.

## Sprachen
Es existieren Sprachversionen auf Bulgarisch, Chinesisch, Deutsch, Englisch, Französisch, Italienisch, Japanisch, Koreanisch, Polnisch, Portugiesisch (Brasil.), Russisch, Spanisch und Tschechisch.

## Unterstützte Datenbanken
Generell kann sich der Client mit allen Datenbanken verbinden, für die ein JDBC Treiber auf der gewählten Client Plattform existiert.
- Apache Derby
- Apache Solr
- Axion Java RDBMS.
- Daffodil
- Fujitsu Siemens SESAM/SQL-Server mit SESAM/SQL JDBC Treiber
- Firebird mit JayBird JCA/JDBC Treiber
- FrontBase
- HSQLDB
- Hypersonic SQL
- H2 Database
- IBM DB2 für Linux, OS/400 und Windows
- Informix
- Ingres (und OpenIngris)
- InstantDB
- InterBase
- Mckoi SQL
- Microsoft Access
- Microsoft SQL Server
- Mimer SQL
- MySQL
- Netezza
- Oracle Database 8i, 9i, 10g, 11g
- Pointbase
- PostgreSQL ab 7.1.3
- MaxDB
- Sybase
- Sunopsis XML Driver (JDBC Edition)
- Teradata Warehouse
- ThinkSQL RDBMS
- Vertica